# Hans Muggenthaler
Hans Muggenthaler (* 5. November 1885 in Untertraubenbach; † 12. September 1968 in Cham) war ein deutscher Lehrer und Heimatforscher.

## Werdegang
Muggenthaler promovierte an der Universität München mit einer Arbeit über das Kloster Waldsassen. Er war von 1945 bis 1952 Oberstudiendirektor an der damaligen Oberrealschule, dem jetzigen Joseph-von-Fraunhofer-Gymnasium in Cham (Oberpfalz). Ehrenamtlich übernahm er das Amt des Kreisheimatpflegers und des Kreisnaturschutzbeauftragten im Landkreis Cham.
Er veröffentlichte zur Oberpfälzer Heimatgeschichte.

## Ehrungen
- 1957: Verdienstkreuz am Bande der Bundesrepublik Deutschland
- 1966: Nordgau-Kulturpreis der Stadt Amberg in der Kategorie „Heimatpflege“
- Bayerischer Verdienstorden

## Werke
- Kolonisatorische und wirtschaftliche Tätigkeit des Klosters Waldsassen im 12. und 13. Jahrhundert. Phil. Diss. München 1922.
- Kolonisatorische und wirtschaftliche Tätigkeit eines deutschen Zisterzienserklosters im XII. und XIII. Jahrhundert. Hugo Schmidt, München 1924.
- Die Besiedlung des Böhmerwaldes. Institut für ostbairische Heimatforschung, Passau 1929.
- Unser Cham : kurzgefasste Darstellung der Chamer Stadtgeschichte von ihren Anfängen bis zur Gegenwart.